# 千里中華街

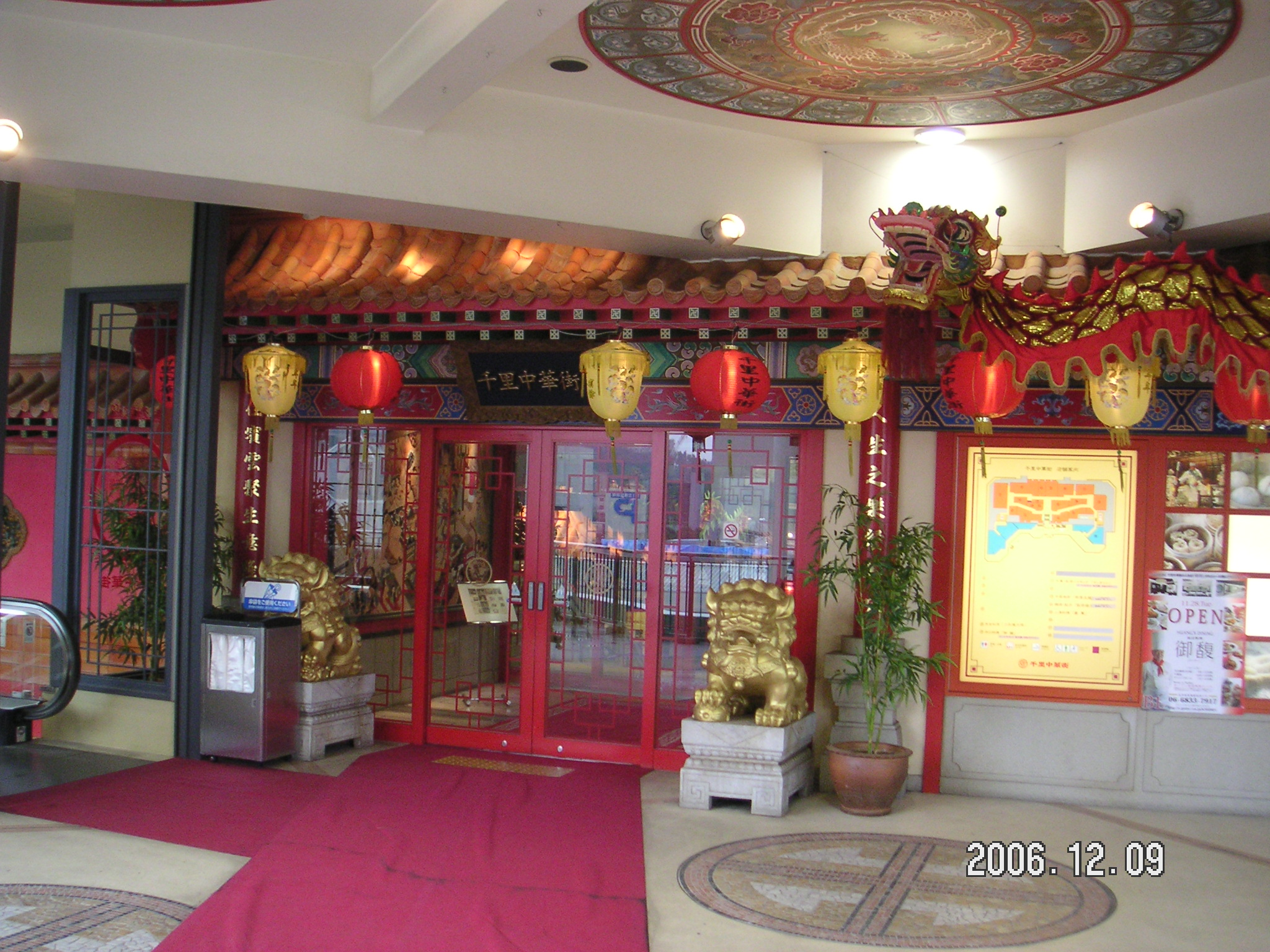
入り口

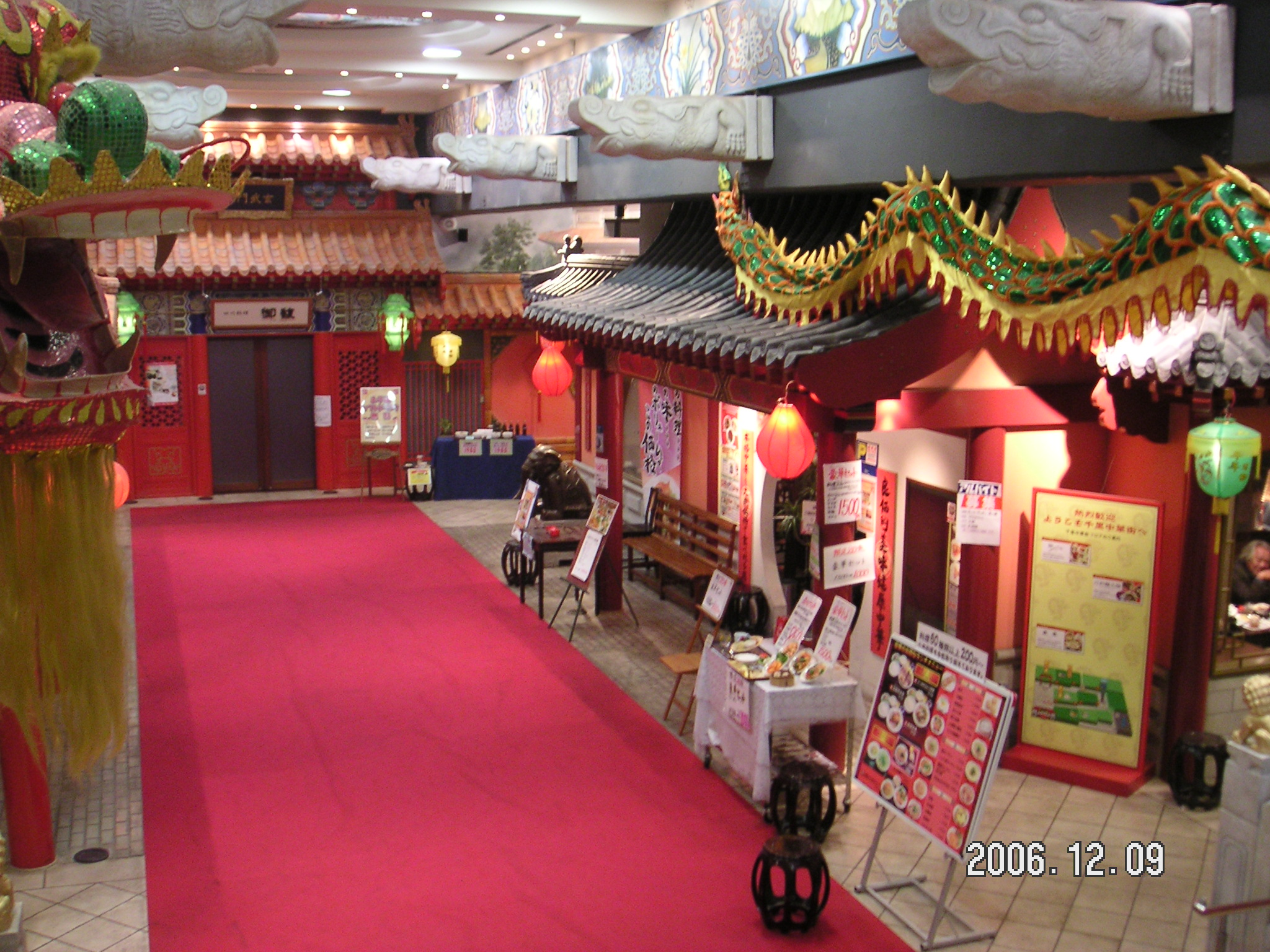
店内

千里中華街（せんりちゅうかがい、英語：Senri China town）は、大阪府豊中市にあった屋内型疑似中華街。2002年5月31日にオープンした当初は、飲食店18店舗、物販や占い、写真館など、8店舗、貸室1室の規模であったが、2007年1月に営業を終了した。

## 概要
千里中央駅と直結する千里セルシーの5階の大部分を使用して開設された。当初は、物珍しさもあって順調な客足だったが、元々5階へは外からの移動を意図していない設計のビルであることから、定員の少ないエレベーターでは人を捌ききれずに混雑したほか、下りは階段を使用せざるを得ないなど、中華街入口へのアクセスが悪かった。
2005年7月には集客力のテコ入れを図るべく7店舗を加えてリニューアルオープンするものの、客足が回復しないまま2007年1月をもって営業を終了した。
その後、学習塾などのテナントが入っていたが全て移転し、現在は５階全体が閉鎖されている。

## 位置情報
北緯34度48分31.63秒 東経135度29分46.31秒 / 北緯34.8087861度 東経135.4961972度